# Transbordador espacial Columbia
El transbordador espacial Columbia (Designación NASA: OV-102) fue el primero de los transbordadores espaciales de la NASA en cumplir misiones fuera de la Tierra. Fue lanzado por primera vez el 12 de abril de 1981, y terminó su existencia al destruirse al reingreso a la atmósfera el 1 de febrero de 2003, llevando consigo a sus siete tripulantes.                                                                                                                                                                                                                                                                                                                                                                                                                                                                
- Primer vuelo:12-14 de abril de 1981 (Tripulación: John W. Young y Robert Crippen).

Misiones notables:STS 1 hasta el 5 en 1981-1982 fue el primer vuelo del Spacelab construido por la Agencia Espacial Europea (ESA).

STS-50 Archivado el 16 de febrero de 2013 en Wayback Machine., desde el 25 de junio hasta el 9 de julio de 1992, fue la primera misión de duración extendida del Transbordador Espacial.

STS-93 Archivado el 14 de mayo de 2011 en Wayback Machine., julio de 1999, se pone en órbita el Observatorio de Rayos X Chandra.
- Última anomalía: Misión STS-83, 4-8 de abril de 1997. La misión fue interrumpida por los directores del transbordador debido a un problema con la célula de combustible n.º 2, la cual mostraba evidencia de degradación interna de voltaje posterior a su lanzamiento.

## Vuelos
El transbordador Columbia realizó 26 misiones con éxito, junto con una misión abortada a los cuatro días del lanzamiento (STS-83). La mayoría de sus misiones estuvieron dedicadas a la investigación científica y al lanzamiento de satélites de comunicaciones, incluyendo el lanzamiento del Observatorio de Rayos X Chandra.
Si el Columbia no se hubiera destruido en la STS-107, habría sido equipado con la esclusa de aire externa/adaptador de acoplamiento para realizar la STS-118 (una misión de ensamblaje de la Estación Espacial Internacional), planeada originalmente para noviembre de 2003. El Columbia estaba programado para esta misión debido a que el Discovery estuvo fuera de servicio durante su Modificación Orbital Mayor, y porque el programa de ensamblaje de la EEI no podía cumplirse con solo Endeavour y Atlantis.

### Tabla de misiones
| Fecha                   | Nombre   | Notas |
| ----------------------- | -------- | --- |
| 12 de abril de 1981     | STS-1    | Primera misión del Transbordador Espacial. Primer vuelo del Columbia.                                                                           |
| 12 de noviembre de 1981 | STS-2    | Segundo vuelo de pruebas. |
| 22 de marzo de 1982     | STS-3    | Tercer vuelo de pruebas. Primer y único aterrizaje en White Sands, Nuevo México.                                                                |
| 27 de junio de 1982     | STS-4    | Último vuelo de pruebas. |
| 11 de noviembre de 1982 | STS-5    | Primer vuelo operativo. Lanzamiento de 2 satélites de comunicaciones.                                                                           |
| 28 de noviembre de 1983 | STS-9    | Primera misión del Spacelab. |
| 12 de enero de 1986     | STS-61-C | Lanzamiento de satélites de comunicaciones. Última misión exitosa del transbordador espacial, antes del accidente del transbordador Challenger. |
| 8 de agosto de 1989     | STS-28   | Lanzamiento de satélite de sistemas de datos SDS (Satellite Data System).                                                                       |
| 9 de enero de 1990      | STS-32   | Lanzamiento de satélite SYNCOM IV-F5. |
| 2 de diciembre de 1990  | STS-35   | Uso del observatorio ASTRO-1. |
| 5 de junio de 1991      | STS-40   | Misión Spacelab. |
| 25 de junio de 1992     | STS-50   | Misión Spacelab. |
| 22 de octubre de 1992   | STS-52   | LAGEOS II, experimentos en la microgravedad. |
| 26 de abril de 1993     | STS-55   | Misión Spacelab. |
| 18 de octubre de 1993   | STS-58   | Misión Spacelab. |
| 4 de marzo de 1994      | STS-62   | Experimentos en la microgravedad. |
| 8 de julio de 1994      | STS-65   | Misión Spacelab. |
| 20 de octubre de 1995   | STS-73   | Misión Spacelab. |
| 22 de febrero de 1996   | STS-75   | Satélite conectado a otro por cable, TSS (Tethered Satellite System).                                                                           |
| 20 de junio de 1996     | STS-78   | Misión Spacelab. |
| 19 de noviembre de 1996 | STS-80   | Dispositivo Escudo de Estela (Wake Shield Facility, WSF); ASTRO-SPAS.                                                                           |
| 4 de abril de 1997      | STS-83   | Misión truncada debido a un problema en las celdas de combustible.                                                                              |
| 1 de julio de 1997      | STS-94   | Misión Spacelab. |
| 19 de noviembre de 1997 | STS-87   | Experimentos en la microgravedad. |
| 17 de abril de 1998     | STS-90   | Misión Spacelab. |
| 23 de julio de 1999     | STS-93   | Lanzamiento del Observatorio de Rayos X Chandra.                                                                                                |
| 1 de marzo de 2002      | STS-109  | Entrega de servicios al Telescopio Espacial Hubble. Última misión exitosa del Columbia.                                                         |

### Homenaje e insignias de misión
| Tributo de la NASA por el transbordador espacial Columbia | Tributo de la NASA por el transbordador espacial Columbia | Tributo de la NASA por el transbordador espacial Columbia | Tributo de la NASA por el transbordador espacial Columbia | Tributo de la NASA por el transbordador espacial Columbia | Tributo de la NASA por el transbordador espacial Columbia | Tributo de la NASA por el transbordador espacial Columbia | Tributo de la NASA por el transbordador espacial Columbia |
| Insignia de misión para vuelos de misión Columbia         | Insignia de misión para vuelos de misión Columbia         | Insignia de misión para vuelos de misión Columbia         | Insignia de misión para vuelos de misión Columbia         | Insignia de misión para vuelos de misión Columbia         | Insignia de misión para vuelos de misión Columbia         | Insignia de misión para vuelos de misión Columbia         | Insignia de misión para vuelos de misión Columbia         |
| --------------------------------------------------------- | --------------------------------------------------------- | --------------------------------------------------------- | --------------------------------------------------------- | --------------------------------------------------------- | --------------------------------------------------------- | --------------------------------------------------------- | --------------------------------------------------------- |
|                                                           |                                                           |                                                           |                                                           |                                                           |                                                           |                                                           |                                                           |
| STS-1                                                     | STS-2                                                     | STS-3                                                     | STS-4                                                     | STS-5                                                     | STS-9                                                     | STS-61-C                                                  | STS-61-E*                                                 |
|                                                           |                                                           |                                                           |                                                           |                                                           |                                                           |                                                           |                                                           |
| STS-28                                                    | STS-32                                                    | STS-35                                                    | STS-40                                                    | STS-50                                                    | STS-52                                                    | STS-55                                                    | STS-58                                                    |
|                                                           |                                                           |                                                           |                                                           |                                                           |                                                           |                                                           |                                                           |
| STS-62                                                    | STS-65                                                    | STS-73                                                    | STS-75                                                    | STS-78                                                    | STS-80                                                    | STS-83                                                    | STS-94                                                    |
|                                                           |                                                           |                                                           |                                                           |                                                           |                                                           |                                                           |                                                           |
| STS-87                                                    | STS-90                                                    | STS-93                                                    | STS-109                                                   | STS-107                                                   | STS-118 endeavor                                          |                                                           |                                                           |

* Misión cancelada después del accidente del transbordador Columbia.
** Misión realizada por Endeavour, tras la pérdida del Columbia en la STS-107.

## Última misión

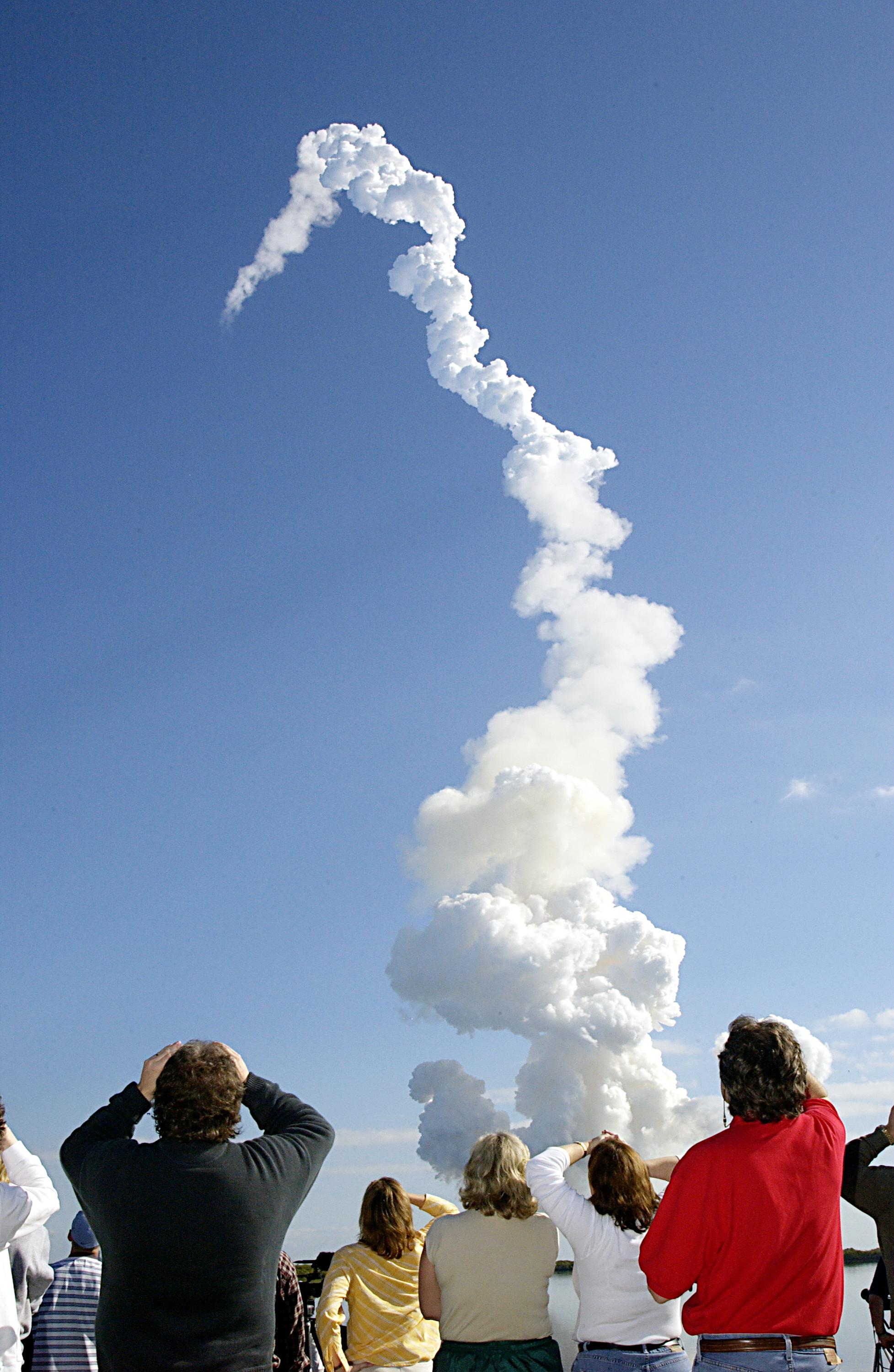
Despegue del transbordador Columbia en su último vuelo.

La última misión del Columbia se designó como STS-107, y tuvo lugar entre el 16 de enero y el 1 de febrero de 2003.
En el momento del despegue, el orbitador recibió un impacto en la parte inferior del ala izquierda, provocado por el desprendimiento de un trozo de espuma de poliuretano, aislante del tanque externo.
El impacto ocurrió entre los 81-82 segundos después del lanzamiento. Según los estudios de la NASA, el fragmento tenía un tamaño de 30 000 cm³ (es decir, el tamaño de un depósito de 30 L de capacidad), y un peso de aproximadamente 1 kg, y pudo haber golpeado el ala a unos 805 km/h; la fuerza del impacto se calculó en casi una tonelada. El golpe producido en forma tangencial perforó un par de paneles detrás del borde de ataque, cerca del pozo del tren de aterrizaje.
El accidente no fue percibido por los tripulantes ni tampoco durante la misión. Control de misión, al parecer, estuvo al tanto del desprendimiento del trozo, pero desestimó el alcance del evento.
El problema se materializó durante el reingreso a la atmósfera terrestre.
Debido al impacto de este fragmento se desprendieron losetas de protección térmica cerca del tren de aterrizaje; de esta manera entró el calor abrasivo del plasma que se forma durante la reentrada atmosférica, ocasionando la destrucción por fusión de la estructura interna del ala izquierda, lo suficientemente grande como para producir una desestabilización y desprendimiento.
Durante el reingreso, los sensores térmicos detectaron un aumento inusual de temperatura en la región del impacto.
Y debido al calor, el ala finalmente se desprendió, ocasionando que el transbordador girara violentamente sobre sí mismo, deshaciéndose estructuralmente.
A las 07:59:32 hora central de Estados Unidos se perdió la comunicación con el Columbia; pocos minutos después los informativos del mundo empezaron a transmitir imágenes del transbordador desintegrándose en el aire, con lo cual se daba parte de la pérdida del transbordador (valorado en unos 2000 millones de euros, año 2003), y el fallecimiento de sus siete astronautas. 
Después de ese momento se cancelaron las misiones al espacio para revisar cuáles fueron los fallos del mismo transbordador y de los demás. Después de dos años de revisión y de supervisión a los transbordadores, se reinició su actividad con el lanzamiento del transbordador espacial Discovery.